# Bayan-Öndör, Övörkhangai
Bayan-Öndör (tiếng Mông Cổ: Баян-Өндөр) là một sum của tỉnh Övörkhangai tại miền nam Mông Cổ. Vào năm 2008, dân số của sum là 4.261 người.

## Địa lý
Sum có diện tích khoảng 3.200 km2. Trung tâm sum, Bumbat, nằm cách tỉnh lị Arvaikheer 120 km và cách thủ đô Ulaanbaatar 303 km.

### Khí hậu
Khu vực này có khí hậu bán khô hạn. Nhiệt độ trung bình hàng năm trên địa bàn là 5 °C. Tháng ấm nhất là tháng 7, với nhiệt độ trung bình là 24 °C và lạnh nhất là tháng 1, với -18 °C. Lượng mưa trung bình hàng năm là 232 mm. Tháng mưa nhiều nhất là tháng 7, với lượng mưa trung bình 70 mm và khô nhất là tháng 2, với lượng mưa 2 mm.

## Địa lý
Sum có một trường học, bệnh viện, trung tâm thương mại và nhà văn hóa.